# R/V Aranda

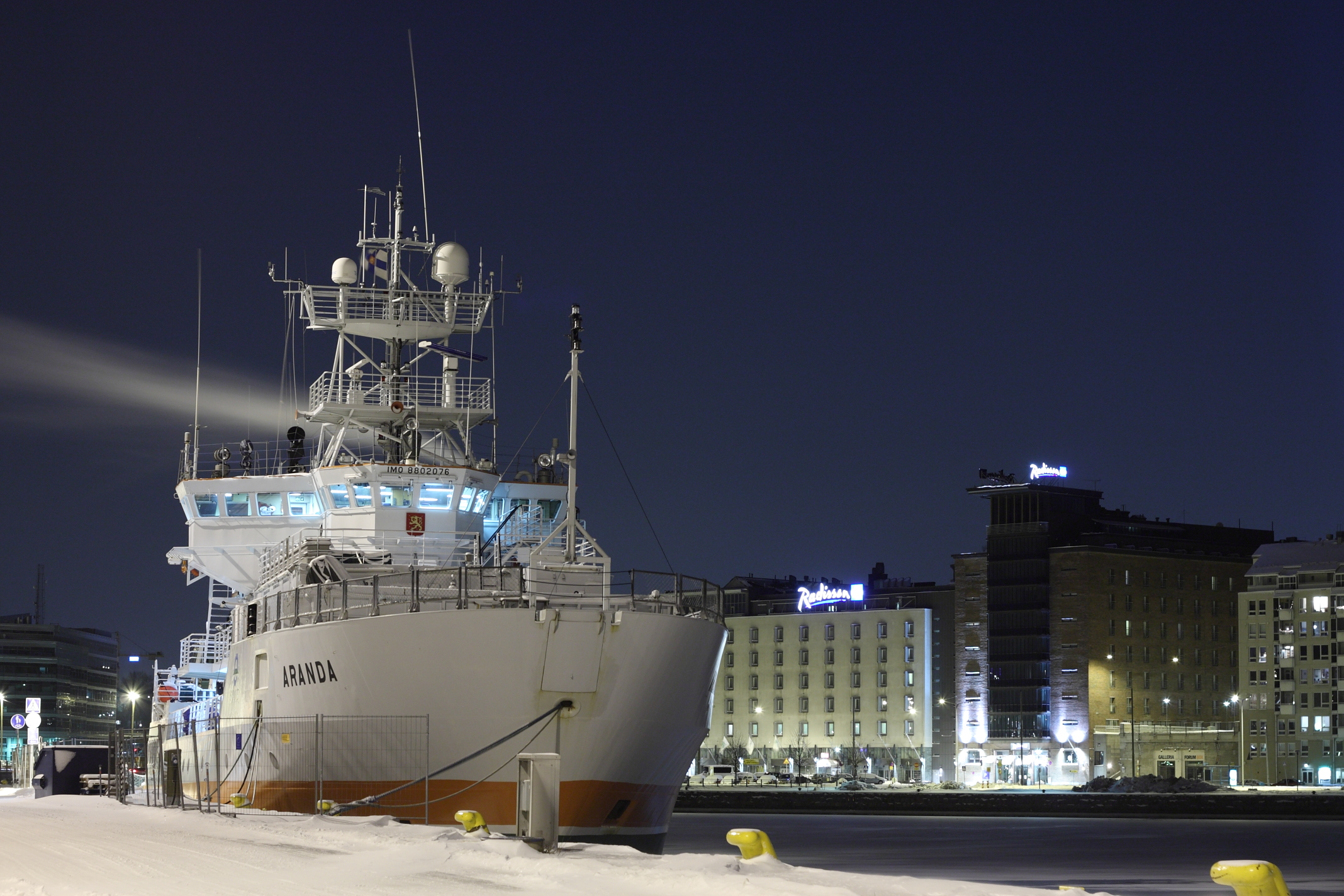
Aranda i Helsingfors

R/V Aranda är ett finländskt forskningsfartyg, som ägs av Finlands miljöcentral. Det är det fjärde i ordningen av finländska havsforskningsfartyg och det tredje med namnet Aranda.
Fartygets skrov byggdes av Oy Laivateollisuus Ab i Åbo och fartyget färdigställdes som ett specialiserat forskningsfartyg av Wärtsilä Marinindustris Sandvikens varv i Helsingfors. Det levererades till Havsforskningsinstitutet 1989. Efter nedläggningen av Havsforskningsinstitutet 2008 övertogs fartyget av Finlands miljöcentral. Fartyget är främst utformat för forskningsarbete i Östersjön, men har hög isklass och har gjort expeditioner till bland annat Antarktis. 
En ombyggnad gjordes 2017–2018 på Rauma Marine Constructions varv i Raumo. Därvid förlängdes fartyget med sju meter till 66,3 meter och kompletterades med nya forskningslaboratorier. Det kan också efter modifieringen under korta sträckor gå enbart på batterielektricitet, vilket minskar bullret från fartyget till havs.